# Метис (река)
Ме́тис (также Мятись) — река в Абыйском и Момском улусах Якутии, правый приток Буор-Юряха. Длина реки — 261 км. Площадь водосборного бассейна — 2850 км².
Исток находится в северо-западной части  Момского хребта, на высоте более 1098 м над уровнем моря. В верховьях течёт преимущественно в северо-восточном направлении по узкому горному ущелью, параллельно Бадярихе. Присутствуют наледи. Выйдя на Абыйскую низменность, поворачивает на север. В низовьях встречается большое число некрупных озёр, очень активно меандрирует. Впадает в Буор-Юрях по правому берегу на отметке менее 41 м над уровнем моря, в 117 км от устья Буор-Юряха, выше впадения Бёгёлёха. Ширина перед устьем — 67 м при глубине 1,5 м. 
Населённые пункты на реке отсутствуют.

## Основные притоки
Указаны поименованные притоки длиной 30 км и более.
| Название | Расстояние от устья | Длина | Положение |
| -------- | ------------------- | ----- | --------- |
| Эльгендя | 172                 | 66    | левый     |
| Эльгандя | 178                 | 32    | левый     |

## Данные водного реестра
По данным государственного водного реестра России и геоинформационной системы водохозяйственного районирования территории РФ, подготовленной Федеральным агентством водных ресурсов:
- Бассейновый округ — Ленский
- Речной бассейн — Индигирка
- Речной подбассейн — нет
- Водохозяйственный участок — Индигирка от впадения Момы до водомерного поста Белая Гора
- Код водного объекта — 18050000312117700060356